# أبو العباس المروزي
أبو العباس المروزي (الفارسية: ابوالعباس مروزی) كان شاعرًا فارسيًا مبكرًا. ويعتبره محمد العوفي أول شاعر فارسي. لقد ضاعت أعماله. عاش في القرن الثامن في مرو وعلى طول الفارسية وكان يجيد اللغة العربية. وقد استشهد عوفي بأربعة أبيات من شعره في كتابه، إلا أن علماء الحديث يشككون في كون هذه الأبيات من المروزي أم لا، لأن لغتهم لا تشبه القصائد الفارسية المبكرة الأخرى. ويرى ألبرت كازيميرسكي دي بيبرشتاين أن هذه الأبيات تعود إلى القرن السابع أو الثامن الهجريين لوجود العديد من الكلمات العربية المستعارة فيها.